# モハメド・ターブニ
モハメド・ターブニ（Mohamed Taabouni、2002年3月29日）は、オランダ・ハールレム出身のサッカー選手。フェイエノールト所属。ポジションはMF。